# Castell de Caerphilly
El castell de Caerphilly (anomenat Caerffili en gal·lès) és una fortificació normanda, ubicada al centre de la petita ciutat de Sir Caerffili, a Gal·les del Sud. És el castell de dimensions més àmplies de Gal·les (també el segon més gran del Regne Unit, després del castell de Windsor) i, potser, fins i tot, una de les majors fortaleses d'Europa. Construït majoritàriament als anys 1268 i 1271, es tracta d'un dels primers exemples d'un castell concèntric. Té un gran nombre de llacs artificials al seu voltant, de poca profunditat: tenien l'objectiu de frenar l'avanç enemic i els atacs sota terra.

## La dinastia de Clare
A diferència de la gran majoria de castells gal·lesos, el castell de la ciutat de Caerffili no fou manat construir pel rei Eduard I d'Anglaterra en les seves campanyes de destitució dels senyors gal·lesos, sinó que fou construït per Gilbert "El vermell de Clare", com a resposta a una disputa entre ell i el príncep de Gwynedd, Llewelyn II, l'últim rei.
A finals del segle xiv, la família es mudà a un establiment més còmode, i la major part del castell de Caerphilly fou abandonada com a fortalesa.